# Brejo Grande
Brejo Grande là một đô thị thuộc bang Sergipe, Brasil. Đô thị này có diện tích 149,2 km², dân số năm 2007 là 7764 người, mật độ 52,04 người/km².